# 母の待つ里
『母の待つ里』（ははのまつさと）は、浅田次郎による日本の小説。小説新潮に2020年3月号から2021年2月号まで連載され、2022年1月25日に新潮社より単行本が刊行された。
2024年にテレビドラマ化されてBSプレミアム4KとBSで放送され、2025年にはNHK総合「土曜ドラマ」枠でも放送される予定である。

## あらすじ
「法事で帰省する」と秘書に伝えて松永徹は東北の駅に降り立った。独身のまま50代を過ぎて大企業の社長になった松永の、四十数年ぶりの里帰りであった。「実家の母」は初めて会う人であったが、松永を温かくもてなしてくれた。
妻から離婚届を突き付けられた室田精一も、医師の古賀夏生も、一人で同じように駅に降り立った。それぞれ、カード会社のプレミアムクラブ特典のホームタウン・サービスを利用して、過疎の村に来たのである。村で会う人たちの、幼馴染に再会したかのような挨拶にとまどいながらも「ふるさと」を堪能する。
サービスを数回利用した松永は、急に思い立ち予約の電話をするが、ペアレンツ終了の知らせを受ける。それは「実家の母」がどういう人であったかを知ることになるのだった。

## 登場人物
松永徹（まつなが とおる）
出世に無欲だったが、大手食品会社の社長になった。結婚の機会を逃し独身。
室田精一（むろた せいいち）
定年退職し、熟年離婚する。娘二人はそれぞれ家庭を持っている。
古賀夏生（こが なつお）
大学病院准教授まで務めたベテラン医師。認知症の母を亡くしたばかり。
小林雅美（こばやし まさみ）
高校教師。室田精一の妹。
ちよ
ホームタウン・サービスのペアレンツ。

## 書誌情報
- 単行本：新潮社、2022年1月25日発行・26日発売、ISBN 978-4-10-439406-7
- 文庫本：新潮文庫、2024年7月29日発売、ISBN 978-4-10-101929-1

## テレビドラマ
2024年3月15日に特集ドラマとして制作されることがNHKから発表された。2024年8月16日と8月23日20時15分 - 21時44分にBSプレミアム4Kで、9月21日と9月28日21時 - 22時29分にBSで2話ずつ放送された。全4話。主演は中井貴一。
2025年8月30日からNHK総合「土曜ドラマ」枠でも放送される予定である。

### 制作
撮影は2024年4月から1か月ほど、岩手県遠野市で行われた。遠野が舞台ではあるが、普通の東北方言ではなく、原作の浅田が創作した方言を使用している。また、宮本の提案で「ちよの家」にはいろいろな所に様々なイスが置かれているセットとなった。

### 受賞歴 (テレビドラマ)
- 第15回「衛星放送協会オリジナル番組アワード」グランプリ[9]

### キャスト

#### 村を訪れるゲスト
- 松永徹 - 中井貴一
- 古賀夏生 - 松嶋菜々子
- 室田精一 - 佐々木蔵之介
- 田村健太郎 - 満島真之介[10][11]

#### 村人
- ちよ - 宮本信子
- 佐々木サチコ - 中島ひろ子
- ノリスケ - 五頭岳夫
- カンジ - 松浦祐也
- シンコ - 菜葉菜
- バスの運転手 - 藤野棟考
- 和尚 - 伊武雅刀
- アルゴス - のこ

#### その他
- 室田怜子（精一の妻） - 坂井真紀
- 品川操（徹の秘書） - 入山法子
- 三枝里衣（精一と怜子の娘） - 大西礼芳
- 吉野（ホームタウンサービスのコンシェルジュ） - 永田凜
- 秋山光夫（徹の友人） - 鶴見辰吾（第1話）
- 古賀ミドリ（夏生の母） - 根岸季衣（第2話）
- 青柳（精一の元同僚） - 矢柴俊博（第3話）
- 桐竹勘十郎（文楽場面）

### スタッフ
- 原作 - 浅田次郎『母の待つ里』
- 脚本 - 一色伸幸
- 音楽 - 渡邊崇
- 文楽人形監修 - 桐竹勘十郎
- ジオラマ - 木場太郎[12]
- 演出 - 森義隆、阿部修英（テレビマンユニオン）[6]
- 撮影 - 柳島克己[12]
- 照明 - 菊池貴志[12]
- 録音 - 小川武[12]
- 美術 - 井上心平、太田仁[12]
- 装飾 - 遠藤善人[12]
- 小道具・持道具 - 加賀谷悠衣[12]
- 衣装 - 宮本茉莉[12]
- スタイリスト - 大沼こずえ（松嶋菜々子専属）[12]
- ヘアメイク - 斉藤恵理子[12]
- フードコーディネーター - 小野秋[12]
- 南部弁方言指導 - 菊地伸枝[12]
- プロデューサー - 石井永二（テレビマンユニオン）[6]
- ゼネラルプロデューサー - 杉田浩光（テレビマンユニオン）[6]
- 制作統括 - 高城朝子（テレビマンユニオン）、訓覇圭（NHK）[6]
- 製作著作 - NHK、テレビマンユニオン

### 放送日程
| 話数  | 放送日    | 放送日  | 演出     |
| 話数  | NHK BSP4K | NHK BS  | 演出     |
| ----- | --------- | ------- | -------- |
| 第1話 | 8月16日   | 9月21日 | 森義隆   |
| 第2話 | 8月16日   | 9月21日 | 森義隆   |
| 第3話 | 8月23日   | 9月28日 | 阿部修英 |
| 第4話 | 8月23日   | 9月28日 | 森義隆   |

| NHK総合 土曜ドラマ                          | NHK総合 土曜ドラマ                      | NHK総合 土曜ドラマ |
| 前番組                                      | 番組名                                  | 次番組             |
| ------------------------------------------- | --------------------------------------- | ------------------ |
| ひとりでしにたい （2025年6月21日 - 8月2日） | 母の待つ里 （2025年8月30日 - 〈予定〉） | -                  |